# Zehneria thwaitesii
Zehneria thwaitesii är en gurkväxtart som först beskrevs av Georg August Schweinfurth, och fick sitt nu gällande namn av Charles Jeffrey. Zehneria thwaitesii ingår i släktet Zehneria och familjen gurkväxter. Inga underarter finns listade i Catalogue of Life.